# Coxa valga
Per  Coxa valga  in campo medico, si intende una deformità dell'anca, il suo contrario si chiama coxa vara

## Manifestazioni
La definizione riguarda tutte quelle deformazioni dove l'angolo tra il collo e la diafisi femorale sia almeno superiore a 140°

## Eziologia
Solitamente la deformità è congenita ma può riscontrarsi dopo alcuni tipi di intervento.

## Terapia
Il trattamento è chirurgico